# Claudia Llosa

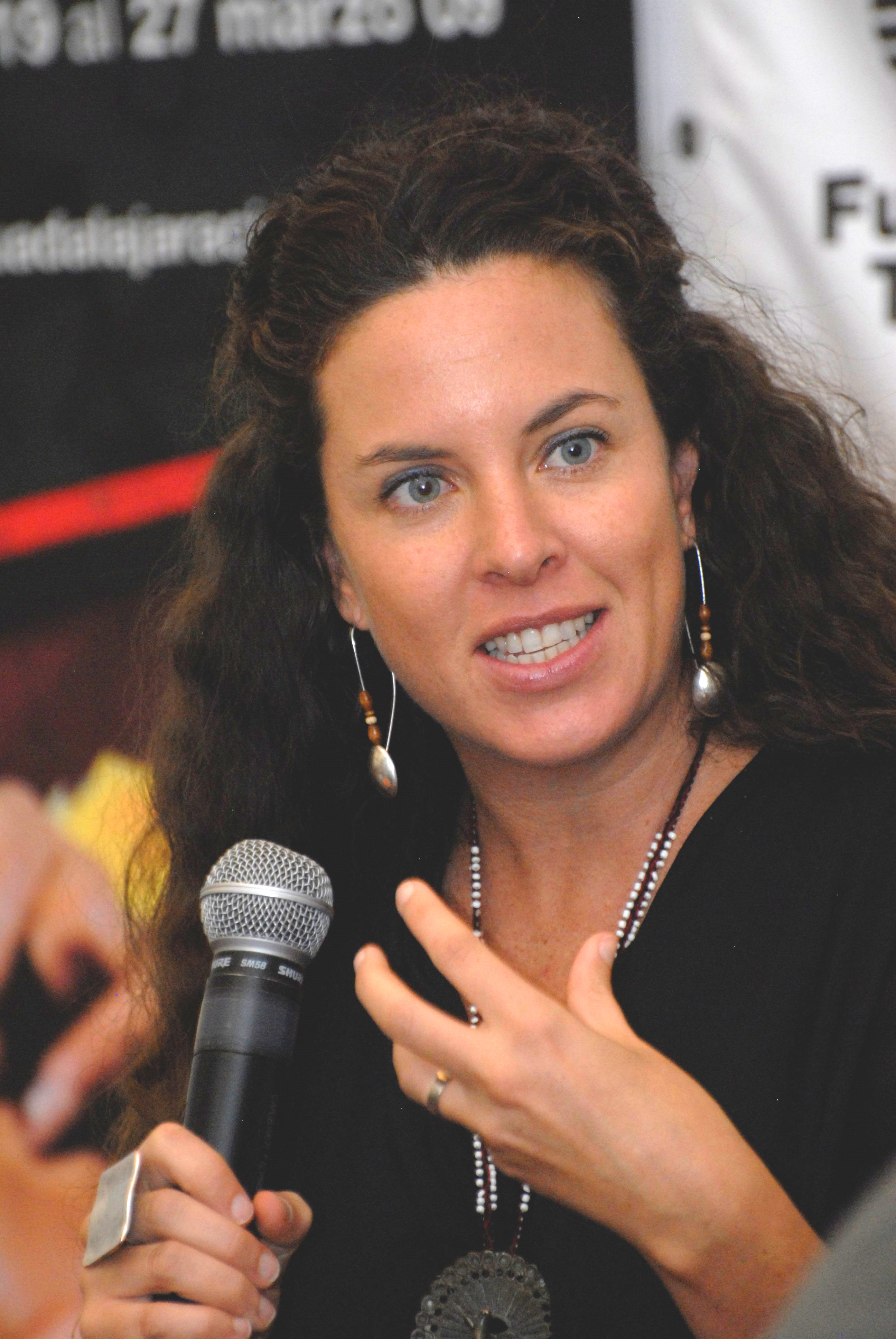
Claudia Llosa auf dem Internationalen Filmfestival von Guadalajara (2009)

Claudia Llosa (* 15. November 1976 in Lima) ist eine peruanische Filmregisseurin, Drehbuchautorin und Produzentin.

## Biografie
Claudia Llosa studierte in ihrer Heimatstadt Kommunikationswissenschaft. Ende der 1990er Jahre zog Claudia Llosa nach Spanien. In Madrid absolvierte sie von 1998 bis 2001 an der Kunsthochschule Escuela TAI ein Film- und Fernsehstudium in der Fachrichtung Drehbuch. Zum Ende ihrer Ausbildung begann Llosa die Arbeit an dem Filmskript Madeinusa, ihrem ersten Spielfilm und zog wenig später nach Barcelona, wo sie Arbeit in der Werbebranche fand. In Barcelona beendete sie die Arbeit an dem Drehbuch, das in einem abgelegenen Andendorf spielt und nahm damit 2003 am Wettbewerb des Festivals des Neuen Lateinamerikanischen Films in Havanna teil. Die Geschichte um eine junge und attraktive Bürgermeistertochter, die während der traditionellen und dekadenten Feierlichkeiten zur Karwoche die Bekanntschaft eines Großstädters macht, brachte Llosa den Preis für das beste unveröffentlichte Drehbuch ein.
Der Auszeichnung folgten Filmstipendien, darunter Aufenthalte in New York, in der Fundación Carolina in Madrid und der Besuch des Screenwriter's Lab des Sundance Film Festival. 2006 stellte Llosa ihr Erstlingswerk Madeinusa fertig, bei dem sie neben der Regie auch die Koproduktion mit ihrer eigenen Firma Vela übernahm. Ihr Erstlingswerk, mit Laiendarstellern besetzt, errang die Gunst der Kritiker und gewann zahlreiche Festivalpreise, darunter den FIPRESCI-Preis des International Film Festival Rotterdam und wurde als offizieller peruanischer Beitrag für die Nominierung um den besten fremdsprachigen Film bei der Oscarverleihung 2007 ausgewählt. Ebenso positiv äußerte sich die deutsche Fachpresse über Madeinusa. Der film-dienst hob den besonderen Humor und das ironische Spiel mit Stereotypen in dem zwischen Melodram und fast dokumentarischer Inszenierung angesiedelten Film hervor, während die Frankfurter Allgemeine Zeitung die peruanisch-spanische Produktion für Bildkraft und Idee hochlobte, mit dem der Film das gegenwärtige südamerikanische Kino um Haupteslänge überragen würde.
2009 stellte Llosa ihren zweiten Spielfilm Eine Perle Ewigkeit fertig, der eine Einladung in den Wettbewerb der 59. Filmfestspiele von Berlin erhielt. Erstmals in der Geschichte des Filmfestivals konkurrierte damit ein peruanischer Film um den Goldenen Bären und wurde schließlich auch von der Jury mit dem Hauptpreis ausgezeichnet. Bei dem Drama zeigte sich die Regisseurin einmal mehr für das Drehbuch und die Produktion verantwortlich und vertraute ihrer Titelheldin aus Madeinusa, Magaly Solier, die Hauptrolle an. Die Geschichte spielt auf den jahrzehntelangen Kampf zwischen der maoistischen Guerillaorganisation Sendero Luminoso und der Staatsmacht um den ehemaligen Präsidenten Alberto Fujimori an und schildert die Geschichte einer jungen Frau, deren Mutter vergewaltigt wurde und die deshalb selbst unter einem schweren Trauma leidet. Neben weiteren internationalen Festivalpreisen erhielt Llosas Film 2010 als erste peruanische Kinoproduktion eine Oscar-Nominierung in der Kategorie Bester fremdsprachiger Film zuerkannt.
2009 wirkte Llosa an der Dokumentar-Fernsehserie 50 años de mit, in deren Rahmen sie die Folge Tradiciones inszenierte. 2011 folgte Loxoro, in der sie von der Suche einer Mutter nach ihrer Tochter im Transsexuellen-Milieu Perus erzählt. Der Kurzfilm erhielt eine Einladung in den Wettbewerb der Berlinale 2012 und wurde dort mit dem Teddy Award für den besten Kurzfilm ausgezeichnet.
Claudia Llosa ist die Nichte des peruanischen Schriftstellers Mario Vargas Llosa sowie des Filmregisseurs und Produzenten Luis Llosa.

## Filmografie
- 2006: Madeinusa
- 2009: Eine Perle Ewigkeit (La teta asustada)
- 2011: Loxoro (Kurzfilm)
- 2014: Aloft
- 2021: Mis otros yo (Kurzfilm)
- 2021: Das Gift (Distancia de rescate)

## Auszeichnungen
Internationale Filmfestspiele Berlin
- 2009: Goldener Bär und FIPRESCI-Preis für Eine Perle Ewigkeit
- 2012: Teddy Award für Loxoro (Bester Kurzfilm)

Cartagena Film Festival
- 2007: Spezielle Erwähnung für Madeinusa

Cine Ceará – National Cinema Festival
- 2006: Bestes Drehbuch für Madeinusa

Internationales Festival des Neuen Lateinamerikanischen Films
- 2009: Gran Coral für Eine Perle Ewigkeit

Lima Latin American Film Festival
- 2006: 2. Preis in der Kategorie Bestes Erstlingsdrehbuch und CONACINE-Preis für Madeinusa
- 2009: Bester peruanischer Film und CONACINE-Preis für Eine Perle Ewigkeit

Mar del Plata Film Festival
- 2006: Roberto-Tato-Miller-Preis als Bester lateinamerikanischer Spielfilm für Madeinusa

Montréal Festival of New Cinema
- 2009: Preis der Quebecer Filmkritiker für Eine Perle Ewigkeit

Muestra de Cine Mexicano en Guadalajara
- 2009: Bester Film für Eine Perle Ewigkeit

Rotterdam International Film Festival
- 2006: FIPRESCI-Preis für Madeinusa

Sundance Film Festival
- 2006: nominiert für den Großen Preis der Jury für Madeinusa